# Miss Universe Slovenije 2017
Miss Universe Slovenije je bilo lepotno tekmovanje, ki je potekalo 7. oktobra 2017 na Gospodarskem razstavišču v Ljubljani.
Prvič in zadnjič ga je organiziral novi lastnik licence Jure Šlehta v sodelovanju z manekenko Bernardo Marovt. Po njegovih besedah je bil izbor Miss Universe Slovenije v slabem stanju, vendar je verjel v obuditev nekdaj ugledne znamke ob podpori sponzorjev. Po razpisu kastinga za naslednje tekmovanje je dvignil roke od projekta.
Prireditev je vodil Boštjan Klun, režiral jo je Petar Radović. Posnetek tekmovanja je predvajal TV3. 

### Uvrstitve
- zmagovalka Emina Ekić, 22 let, Ptuj
- 1. spremljevalka Ariela Mandelc, 22 let, Bistrica pri Tržiču
- 2. spremljevalka Vanessa Preložnik, 19 let, Celje
- miss fotogeničnosti Maruša Vučković, 21 let